# Polacantha tridens
Polacantha tridens là một loài ruồi trong họ Asilidae. Polacantha tridens được Martin miêu tả năm 1975.